# وای (باگاسی)
وای شهری در شهرستان باگاسی در استان باله در بورکینافاسوی جنوبی است و جمعیت آن ۲۸۲۱ نفر است.